# 清川村立緑小学校
清川村立緑小学校（きよかわそんりつ みどりしょうがっこう）は、神奈川県愛甲郡清川村煤ヶ谷にある公立小学校。

## 沿革
出典
- 1873年（明治6年）6月 - 「崇立館第四枝校・煤ヶ谷学校」として開校。
- 1877年（明治10年）4月 - 「第一大学区 神奈川県管下 第二十九中学区 第七十六番小学公立 煤ヶ谷学校」と称する。
- 1880年（明治13年）4月 - 「愛甲郡公立煤ヶ谷学校」となる。
- 1887年（明治21年）4月 - 「愛甲郡煤ヶ谷村立尋常煤ヶ谷小学校」に改称。
- 1915年（大正4年）9月 - 煤ヶ谷1911番6筆に新校舎落成。
- 1918年（大正7年）7月 - 丹沢山御料林地内に丹沢分校設置
- 1923年（大正12年）4月 - 神奈川県愛甲郡煤ヶ谷尋常煤ヶ谷小学校と改称
- 1941年（昭和16年）4月 - 「煤ヶ谷村立煤ヶ谷国民学校」に改称。
- 1947年（昭和22年）4月 - 「煤ヶ谷村立煤ヶ谷小学校」に改称。
- 1956年（昭和31年）9月 - 宮ヶ瀬村と煤ヶ谷村が合併し清川村が発足、「清川村立緑小学校」となる。
- 1963年（昭和38年）5月 - 創立90周年記念式典挙行。校章制定し、校旗新調。
- 1966年（昭和41年）3月 - 校歌制定。
- 1971年（昭和46年）6月 - 完全給食実施。
- 1973年（昭和48年）2月 - 煤ヶ谷2076番地（現在地）に鉄筋一部3階建の新校舎完成。
- 1974年（昭和49年）3月 - 創立100周年記念式典挙行。
- 1976年（昭和51年）3月 - 丹沢分校一時休校。
- 1979年（昭和54年）4月 - 丹沢分校再開。
- 1982年（昭和57年）3月 - 校舎増改築完成（鉄筋4階建・保健室、特別教室、普通教室）。
- 1983年（昭和58年）2月 - 鉄筋造平屋建の体育館完成。
- 1984年（昭和59年）8月 - プール完成（ステンレス製）。
- 1986年（昭和61年）
  - 4月 - 特殊学級設置。
  - 9月 - ソニー理科教育賞（優良校）受賞。
- 1987年（昭和62年）9月 - 第一校舎大規模改修工事。
- 1989年（平成元年）4月 - 丹沢分校休校。
- 1990年（平成2年）3月 - 宮ヶ瀬の岩石を使用した花壇が完成。
- 1991年（平成3年）11月 - 神奈川県一健康推進学校表彰。
- 1992年（平成4年）9月 - 校庭（運動場）大規模改修工事実施。
- 1993年（平成5年）12月 - 体育館床全面改良工事実施。
- 1994年（平成6年）11月 - PTA文部大臣表彰受賞。
- 1997年（平成9年）10月 - 子ども郵便局表彰受賞。
- 1998年（平成10年）9月 - 保健室移設工事実施。
- 1999年（平成11年）10月 - 日本PTA全国協議会表彰受賞。
- 2000年（平成12年）8月 - 第一校舎耐震工事実施。
- 2001年（平成13年）8月 - PC教室設置。
- 2003年（平成15年）3月 - 丹沢分校閉校。
- 2004年（平成16年）9月 - 校門改修工事。
- 2005年（平成17年）7月 - 図書室にエアコン設置。
- 2006年（平成18年）3月 - プール改修工事。
- 2007年（平成19年）6月 - ジャングル設置。
- 2008年（平成20年）6月 - PC教室のパソコンを入れ替え。
- 2011年（平成23年）8月 - 玄関内装木質化工事と1階廊下側窓枠改修工事実施。
- 2012年（平成24年）8月 - 第一校舎屋上防水工事実施。
- 2013年（平成25年）8月 - 体育館ガラス飛散防止工事と体育館トイレ改修工事実施。
- 2014年（平成26年）8月 - 百葉箱新規設置と破鈴支柱設置工事を実施。
- 2015年（平成27年）
  - 8月 - 体育館暗幕新調。
  - 10月 - 校内LAN設置工事。
- 2017年（平成29年）8月 - 第一校舎1階トイレ改修工事。

## 学校教育目標
自分を信じ、他者を認め、未来を切り拓いていく自動の育成

## 学校周辺
清川村中心部に位置する。
- 神奈川県道64号伊勢原津久井線（宮ヶ瀬レイクライン）
- 厚木市消防本部北消防署清川分署
- 健康福祉センターやまびこ館
- 清川村役場
- 門原沢（川）

## アクセス
- 神奈川中央交通「厚19」・「厚20」・「厚21」・「厚22」の各系統で、「小学校前」バス停下車。
  - 小田急電鉄小田原線本厚木駅から、上述の神奈中バスで、「小学校前」バス停下車。